# John Wesley Harding (piosenka)
John Wesley Harding – piosenka skomponowana przez Boba Dylana, nagrana przez niego w lutym i wydana na albumie John Wesley Harding w grudniu 1967 r.

## Historia i charakter utworu
Utwór "John Wesley Harding" jest piosenką tytułową albumu i zarazem album ten otwiera; tym samym ustala pewien ogólny ton płyty. Kompozycja jest niezwykle oszczędna zarówno jeśli chodzi o tekst jak i muzykę. Składają się na nią zaledwie trzy krótkie zwrotki w dodatku bez refrenu.
Tekst traktuje o wędrowcu, który "w każdej dłoni trzyma rewolwer" ale który "nie był znany z tego, że ranił uczciwego człowieka". Postać ta, w mniejszym lub większym stopniu, jest wzorowana na Johnie Wesleyu Hardinie, postaci historycznej, pochodzącej z Teksasu.
Jednak Dylana nie interesuje jego historia, a raczej podkreśla i kondensuje w poetyckiej formie pewne jego mityczne cechy jako bohatera wyjętego spod prawa. Daje to ciekawą perspektywę; jest to "ballada złego człowieka" o uczciwym człowieku. Piosenka jest bajką w miniaturze.
Głos Dylana brzmi także inaczej; jest to niewątpliwie jeszcze głos folkowy, ale brzmi on ostrzej niż na wszystkich poprzednich albumach.
W pewien sposób John Wesley Harding wykreowany przez Dylana jest bliźniaczo wręcz podobny do Clinta Eastwooda.
Opublikowanie tej piosenki w 1967 r., roku pacyfizmu i protestów przeciwko wojnie w Wietnamie, było kolejnym wsadzeniem przez Dylana kija w mrowisko.
Utwór ten ma formę folkowej ballady i jest niezwykle oszczędnie wykonany. I to także różniło go (tak jak i inne piosenki z tego albumu) od ówczesnej muzyki rockowej, w której górowały rozbudowane formy, niezwykłe harmonie i rytmy stosowane w przeżywającym swoje apogeum rocku psychodelicznym i rozwijającym się rocku progresywnym.
Bob Dylan nigdy nie wykonał tej piosenki na koncercie.

## Wersje innych artystów
- McKendree Spring – McKendree Spring (1969)
- Winny and Amy – Hommage á Bob Dylan (1974)
- Wesley Willis – Black Light Diner (1997)
- Second Floor – Plays Dylan (2001)